# Murs de céramique (Miró)

Les murs de céramique sont des fresques de grandes dimensions créés par Joan Miró sur les murs de lieux publics à base de céramiques.

## Contexte
Après la mort de sa mère en 1944 Joan Miró s'intéresse à la céramique en collaboration avec son ami d'adolescence Josep Llorens i Artigas. Plusieurs villes lui commandent des murs : Barcelone, Harvard, Ludwigshafen, Madrid, Osaka, Paris, Saint-Paul-de-Vence, Sankt Gallen.

## Ludwigshafen, 1971

### Contexte
Ce mur doit son origine à des erreurs de construction à la suite des agrandissements du musée. Un vaste espace en plein air peut accueillir une œuvre d'art. Le collectionneur du musée fait appel à Miró qu'il connaît personnellement et lui demande en 1971 pour un projet pour cet espace. 
Miró opte pour un mur de céramique, de 55 × 10 mètres composé de 7 200 tuiles. Le mur représente des personnages fantastiques et est achevé en 1979.

## Paris, 1950

### Contexte
Au début des années 1950, alors qu'il s'initie à la céramique, Miro reçoit une commande pour la décoration de deux mur au siège de l'UNESCO à Paris. Il applique sa nouvelle technique à ces grandes surfaces pour produire les deux murs de céramiques soleil et lune. À l'instar de ses peintures de la même époque, il utilise des couleurs primaires et vives qui contrastent avec le gris du béton.
Les deux murs furent bien accueillis tant par le public que par la critique. 
Miro et Artigas utilisèrent pour cette composition :
- 25 tonnes de bois ;
- 4 tonnes de terre glaise ;
- 200 kg de vernis ;
- 30 kg de pigments